# Blažuj
Blažuj es un pueblo de la municipalidad de Tomislavgrad, en Bosnia y Herzegovina.

## Superficie
Posee una superficie de 3,66 kilómetros cuadrados.

## Demografía
Hasta 2013 la población era de 332 habitantes de los cuales 173 correspondían a hombres y 159 a mujeres.